# Sluis Delden
Sluis Delden of soms ook sluis Wiene is een van de drie schutsluizen in het Twentekanaal. De sluis is gelegen ten westen van de plaats Delden in de buurtschap Wiene. Het verval tussen de verschillende kanaalpanden is 6 meter. De sluis heeft aan beide kanten hefdeuren met een doorvaarthoogte van 6,5 meter en 6,85 meter boven het normale kanaalpeil. De maximale scheepsklasse is hier CEMT-klasse Va. 
De schutsluis is gebouwd in de jaren dertig bij de aanleg van de Twentekanalen en is een rijksmonument.